# Majada Carrascas
Majada Carrascas es un núcleo de población español del municipio de Yeste, perteneciente a la provincia de Albacete, en la comunidad autónoma de Castilla-La Mancha.

## Toponimia
El lugar puede aparecer referido como «Majada Carrascas» y «Majada Carrasca».

## Historia
Hacia mediados del siglo XIX, el lugar, una cortijada de catorce casas, ya pertenecía a Yeste. Aparece descrito en el undécimo volumen del Diccionario geográfico-estadístico-histórico de España y sus posesiones de Ultramar de Pascual Madoz con las siguientes palabras:

MAJADA CARRASCA: cortijada de 14 casas, en la prov. de Albacete, part. jud. y térm. jurisd. de Yeste.
(Madoz, 1848, p. 30)

En 2023, el núcleo de población tenía empadronados 53 habitantes.